# Samurai contra ninja
„Samurai contra ninja” este al patruzecilea episod al serialului de desene animate Samurai Jack.

## Subiect
Un ninja se strecoară într-un palat, îl surprinde pe Jack în timpul meditației și îl omoară. Dar se dovedește că nu era decât un robot cu înfățișarea lui Jack și că totul nu fusese decât un test al lui Aku. Mulțumit de rezultat, Aku îl trimite pe ninja să-l ucidă pe adevăratul Jack.
Ninja îl urmărește pe Jack într-o pădure, dar chiar când se pregătea să-l lovească pe la spate, din tufe apare un copil urmărit de niște crustacee robotice uriașe. Ninja se ascunde, în timp ce Jack distruge crustaceele. Copilul îi spune că întregul sat este atacat de astfel de crustacee monstruoase. Jack dă fuga să salveze satul, aflat pe malul mării, și distruge toate mașinăriile. La un moment dat, copilul țipă că i-a dispărut mama, târâtă de un crustaceu în adâncuri. Jack se scufundă și după ceva timp iese cu mămica în brațe. Din mare iese acum un crustaceu mai mare ca toate celelalte, iar Jack îl răpune și pe acesta.
Sătenii încep să sărbătorească victoria și îl copleșesc pe Jack cu atenții, când deodată, femeia salvată țipă că i-a dispărut copilul. De data aceasta autorul este ninja, care asistase la toată bătălia și îl răpise acum pe copil, ducându-l într-un turn părăsit de la marginea mării, pentru a-l ademeni și pe Jack înăuntru.
Interiorul turnului este brăzdat de bârne în toate direcțiile. Jack vede copilul legat fedeleș și atârnat de o bârnă și îl eliberează, evitând în ultima clipă un atac din umbră al luptătorului ninja. Copilul fuge afară. După câteva alte atacuri surpriză, eschive și scurte dueluri, Jack își dă seama că are de-a face cu un luptător shinobi, care folosește întunericul pentru camuflaj. Atunci se camuflează și el în lumină, întorcându-și kimonoul pe dos și bandajându-și cu feșe albe mâinile, picioarele și capul, lăsându-și doar ochii la vedere. Are loc o luptă a camuflajului în alb-negru, în timp ce Soarele asfințește, pe care Jack o câștigă orbindu-și adversarul cu reflexia luminii în sabie. Ninja era de fapt un robot.
Când Jack iese din turn, copilul îi sare în brațe bucuros.